# Johannes von Eben
Johannes von Eben, né le 24 février 1855 et mort le 30 juin 1924, est un officier prussien qui participe à la Première Guerre mondiale. Initialement au commandement du 10e corps d'armée de réserve, il participe aux premiers combats sur le front de l'Ouest en 1914, puis est transféré sur le front de l'Est jusqu'en 1918. À la fin de la guerre, il prend provisoirement le commandement du 1er corps d'armée avant de prendre sa retraite et de finir sa vie en province de Prusse-Orientale.

## Biographie

### Début de carrière
Johannes von Eben fait partie du corps des cadets à Potsdam et à l'école principale prussienne des cadets. Le 19 avril 1873, il intègre comme aspirant le 76e régiment d'infanterie. Le 15 octobre 1874, il devient sous-lieutenant. En 1885, il est promu au grade de premier lieutenant, puis capitaine en 1891 et commande une compagnie. Durant cette période, il suit une formation de trois ans à l'Académie militaire prussienne. Le 19 novembre 1892, il devient officier d'état-major de la 12e division d'infanterie cantonnée dans la ville de Neisse. En 1895, il est nommé au Grand État-Major général à Berlin et a reçoit sa promotion au grade de major. En tant que membre de l'État-Major général, il devient instructeur en tactique à l'École de guerre.
En novembre 1900, Johannes von Eben est commandant d'un bataillon du 5e régiment à pied de la Garde (de)  à Spandau, il devient ensuite chef d'état-major du 17e corps d'armée à Dantzig. En 1905, il obtient le poste de chef du Département de l'Armée au ministère prussien de la Guerre. En raison de ses services, Eben se voit accorder un titre de noblesse héréditaire le 29 août 1906 par le roi de Prusse et l'empereur allemand Guillaume II. Le 16 février 1907, il commande le 5e régiment de grenadiers de la Garde cantonné à Spandau. Le 24 mars 1909, il est promu général-major et prend le commandement de la 5e brigade d'infanterie de la Garde. Le 27 janvier 1912, date de l'anniversaire de l'Empereur, il est nommé à la tête de la 30e division d'infanterie. Le 22 avril 1912, il est promu lieutenant-général.

### Première Guerre mondiale
Au déclenchement de la Première Guerre mondiale en août 1914, la division d'Eben est intégrée au 15e corps d'armée et combat en Lorraine. Le 30 août 1914, il obtient le grade General der Infanterie et remplace le général Günther von Kirchbach blessé à la tête du 10e corps de réserve. Le corps combat sur l'aile gauche de la 2e armée lors de la bataille des Deux Morins, il se replie ensuite sur l'Aisne et stoppe la progression des armées françaises.
Le 11 juin 1915, Johannes von Eben prend le commandement du 1er corps d'armée rattaché à la 12e armée en province de Prusse-Orientale. En juillet, Il capture la forteresse de Ostrołęka, puis occupe le 13 août la ville de Białystok. En septembre, Eben et son corps d'armée sont rattachés à la 10e armée, ils occupent la ville de Vilnius et en liaison avec le groupe d'armées Scholz, ils occupent en octobre Daugavpils.
En juin 1916, lors du déclenchement de l'offensive Broussilov, Eben est transféré avec son corps d'armée en Galicie et dans les Carpates sous les ordres de la 2e armée autrichienne. Il parvient à bloquer la progression russe vers la Hongrie au cours de combats durant le mois de septembre 1916.
Le 7 octobre 1916, Johannes von Eben se voit attribuer, sur une suggestion du général Erich Ludendorff, l'ordre Pour le Mérite lors de la visite de l'empereur Guillaume II. Le 10 juin 1917, il devient commandant de la 9e armée, localisée en Roumanie, en remplacement du général Erich von Falkenhayn. Le maréchal von Mackensen en août intervient pour qu'Eben obtienne les feuilles de chêne à sa décoration Pour le Mérite. Eben reçoit cette décoration le 22 septembre 1917. 
Après l'armistice entre la Roumanie et les puissances centrales signé le 9 décembre 1917, la 9e armée allemande est envoyée sur le front de l'Ouest. Elle est engagée dans la bataille de Château-Thierry face à la 6e armée française du général Charles Mangin. Eben cède son commandement au général Fritz von Below et commande le détachement d'armée A placée dans le secteur d'Alsace. Après la signature de l'armistice, en novembre 1918, il replie ses troupes au-delà du Rhin dans le royaume de Wurtemberg.

### Après guerre
Le 13 décembre 1918, Johannes von Eben devient le commandant provisoire du 1er corps d'armée stationné à Königsberg. Il occupe ce poste jusqu'au 14 février 1919, date de sa démission. Eben décède le 30 juin 1924 à l'âge de 69 années dans sa région natale à Budwity en province de Prusse-Orientale.

## Honneurs et distinctions
- Décoration Pour le Mérite :

le 7 octobre 1916.
avec feuilles de chêne le 22 septembre 1917.